# Coordination et initiatives pour réfugiés et étrangers
 (novembre 2020).
 (juin 2017).
Si vous disposez d'ouvrages ou d'articles de référence ou si vous connaissez des sites web de qualité traitant du thème abordé ici, merci de compléter l'article en donnant les références utiles à sa vérifiabilité et en les liant à la section « Notes et références ».
Le CIRÉ (Coordination et initiatives pour réfugiés et étrangers) est une structure de coordination pluraliste créée en 1954 qui regroupe et coordonne 28 associations qui travaillent sur les questions touchant les demandeurs d'asile, les réfugiés et les étrangers avec ou sans titre de séjour. Le CIRÉ offre des outils pédagogiques et de sensibilisation sur la question migratoire et des droits des migrants. Il réalise un travail de plaidoyer politique et dispose également de services de terrain (permanence socio-juridique, structure d'accueil des demandeurs d'asile et personnes vulnérables, école de français langue étrangère, ateliers citoyens, service d'aide à la recherche de logement, service d'accompagnement socioprofessionnel et d'équivalence de diplômes,).

## Historique
Dans la période d'après-guerre, la Belgique, qui a besoin de main d’œuvre pour se reconstruire, ouvre ses portes aux migrants. Dès les années 60, des conventions bilatérales avec l'Italie, la Grèce, la Turquie et le Maroc sont conclues pour favoriser l'immigration économique vers la Belgique. Les étrangers qui arrivent dans le pays trouvent facilement du travail, mais leur intégration passe aussi par l'apprentissage de la langue. C'est dans ce contexte que le CIRÉ, nommé alors "Centre d'Initiation pour Réfugiés politiques", voit le jour pour développer des cours de français et d'initiation à la société belge pour les immigrés.
Dès 1976, le CIRÉ est doté d'une mission d'éducation permanente. Il étend ses activités et coordonne désormais l'accueil d'urgence, l'installation et l'intégration des étrangers
En 1996, le CIRÉ adopte son nom actuel « Coordination et Initiatives pour Réfugiés et Étrangers ». En 1998, avec une centaine d'autres associations francophones et néerlandophones, il prend part au mouvement de mobilisation pour la régularisation des étrangers en situation irrégulière qui débouchera en 2000 sur une grande opération de régularisation: sur les 60 000 personnes ayant introduit une demande, 42 000 obtiendront un titre de séjour.
Parallèlement, après l'affaire du meurtre de Semira Adamu, le CIRÉ crée avec le Jesuit Refugee Service le "Groupe Transit", le comité des visiteurs en centres fermés, qui a pour but d'analyser et de dénoncer les problèmes causés par l'enfermement et l'expulsion des étrangers en séjour irrégulier.
Au fil des années 2000, avec d'autres acteurs de la société civile réunis au sein du forum Asile et Migration, le CIRÉ multiplie les actions pour la régularisation des sans-papiers. Il est à leurs côtés lors des grèves de la faim des Iraniens à l'ULB, des Afghans à l'Église Sainte-Croix, à l'Église Saint-Boniface, et réclame une harmonisation et une clarification des critères et procédures de régularisation. Le mouvement débouche en 2009 sur la régularisation de quelque 40 000 personnes.
Le CIRÉ  innove et élargit encore son éventail de missions en mettant en place un service d'accompagnement aux demandeurs d'asile qui désirent s’installer en logement privé, avec notamment un fonds de prêt de garanties locatives et des groupes d’épargne collective et solidaire. En collaboration avec Actiris, il crée aussi un service d’équivalence de diplômes pour aider les étrangers dans leurs démarches professionnelles.
D’autre part, le CIRÉ crée l’outil « Vivre en Belgique », une série de cahiers thématiques et une encyclopédie en ligne sur la société belge à destination des étrangers arrivés récemment en Belgique.
Au cours des années 2010, le CIRÉ organise et participe à des mobilisations et/ou des campagnes ponctuelles, telles que :
- une campagne pour le respect des droits humains des migrants aux frontières de l’Europe ("FrontExit")[9]
- une exposition sur l’histoire de la migration belge (« Les émigrants belges d’hier… un miroir pour aujourd’hui »)[10]
- une plateforme de lutte contre l’enfermement des mineurs en centres fermés (« On n’enferme pas un enfant. Point. » avec notamment le concours d’Amnesty International)[11]
- un magazine sur les migrations, l’interculturel et la coopération publié bimensuellement dans le journal L’Avenir ("MIC MAG" en collaboration avec le CNCD-11.11.11)[12]
- un parcours de rencontres pour sensibiliser à la réalité des sans-papiers ("La Caravane des sans-papiers")[13]
- une campagne contre les préjugés envers les réfugiés ("#DéfenseDeNourrirLesPréjugés")[14]

Aujourd’hui, avec son école de français langue étrangère et ses ateliers citoyens, le CIRÉ est actif en tant qu’opérateur du parcours d’accueil pour primo-arrivants. Il joue également un rôle d’éducation permanente en produisant régulièrement des brochures, des publications, des analyses et des études sur différentes thématiques liées à la migration et aux droits des migrants (politiques migratoires, asile et accueil, détention, séjour, intégration). Pour mener à bien ces missions, il dispose de subsides octroyés par la Fédération Wallonie-Bruxelles et la COCOF.